# Цуґару (протока)
Цуґарська протока (Санґарська) — протока між островами Хоккайдо на півночі і Хоншю на півдні; довжина 96 км, ширина від 18,5 км; глибина 110 м; сполучає Японське море з відкритим Тихим океаном, залізничний пором. Порти: Хакодате та Аоморі.
Під протокою проходить тунель Сейкан (19,5 км) — це найдовший залізничний тунель у світі (2016).
На березі о. Хоккайдо знаходиться префектура Хоккайдо, на березі о. Хоншю — префектура Аоморі.
Японські територіальні води поширюються тільки на три морські милі від берега замість звичайних 20 миль, щоб Військово-морські сили США могли проходити через протоку, не порушуючи закону про заборону перебування ядерної зброї на території Японії.
У протоці є багато добрих якірних стоянок, але немає місць, зовсім закритих від вітру. Основна течія спрямована із заходу на схід, швидкість течії в середині протоки — близько 3 вузлів. Течія часто розгалужується на кілька окремих струменів, що періодично змінюють свій напрямок. Припливи до 2 м.
Обидва береги гористі й покриті лісом. На березі острова Хоккайдо в протоці Цуґару розташоване місто Хакодате. З південної сторони протоки далеко на південь в суходіл заглиблюється затока Муцу, на березі якої розташоване місто-порт Аоморі.
Взимку протока не замерзає.
Протока Цуґару відома як лінія Блекістона, названа на честь британського натураліста Томаса Блекістона. Блекістон виявив, що ця протока є своєрідною зоогеографічною межею, що розділяє в Японії фауну північної та південної Азії.
26 вересня 1954 року тут загинуло 1172 осіб, що були пасажирами порома Тооя-Мару, який затонув у протоці.